# Air Transat

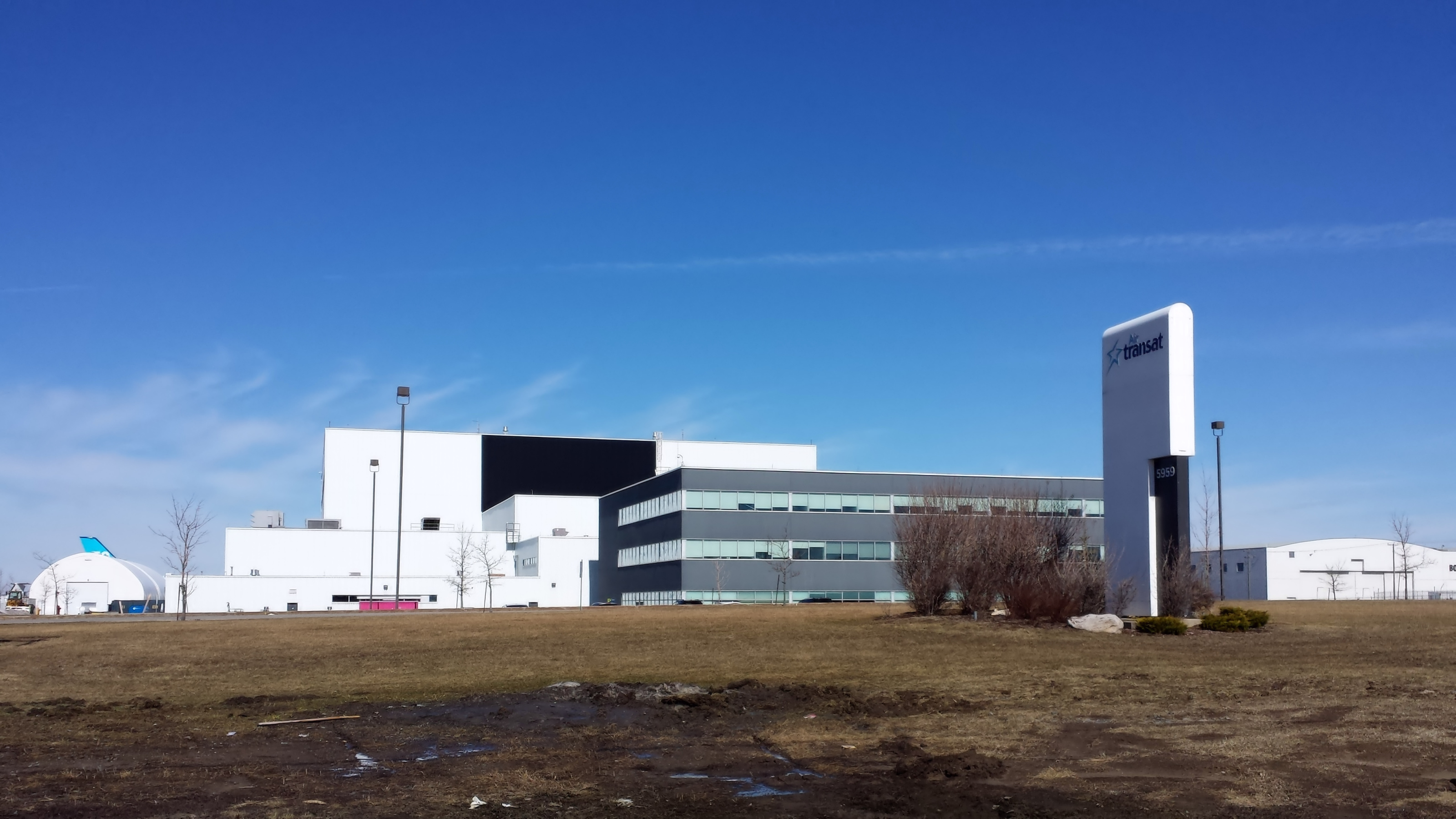
Hoofdkantoor van Air Transat in Montreal

Air Transat is een luchtvaartmaatschappij met hoofdkantoor in Montreal in de provincie Quebec in Canada, die chartervluchten en lijndiensten uitvoert naar circa 60 bestemmingen in 25 landen. De luchtvaartmaatschappij is het eigendom van Transat A.T. Tijdens het zomerseizoen voert Air Transat vooral vluchten uit tussen Canada en Europa om Canadese vakantiegangers naar Europa te vliegen, en Europese vakantiegangers naar Canada. In de zomer maken ze ook binnenlandse vluchten in Canada. In het winterseizoen wordt het verkeerspatroon veranderd, en vliegen ze vooral toeristen van Canada naar het Caribisch gebied, Mexico, de Verenigde Staten en Zuid-Amerika.
De belangrijkste thuishavens zijn Montréal-Pierre Elliott Trudeau International Airport, Toronto Pearson International Airport, en Vancouver International Airport, met als hubs Halifax International Airport en Québec City Jean Lesage International Airport in de stad Quebec.

## Geschiedenis
Air Transat werd gesticht door vroegere werknemers van Quebecair in december 1986. Het maakte zijn eerste vlucht op 14 november 1987 van Montreal naar Acapulco. Zes jaar later nam Air Transat de onderhoudsfaciliteiten en vliegtuigen over van het failliete Nationair.
In 2005 vervoerde Air Transat 2,5 miljoen passagiers. Het is een dochteronderneming van Transat A.T. Inc, een van de grootste reisorganisaties in Canada, gespecialiseerd in het organiseren en verkopen van vakantiereizen en vakantiepakketten. Het concern omvat touroperators en reisbureaus in Canada en Frankrijk. Tegenwoordig is Air Transat een van de grootste luchtvaartmaatschappijen in Canada.
Op 14 juli 2006 kondigde Air Transat aan dat het een overeenkomst had getekend om de Britse touroperator The Airline Seat Company over te nemen voor een bedrag van 20,4 miljoen pond sterling. The Airline Seat Company consolideerde zich vanaf 1995 als een van de grootste touroperators en agentschappen in het Verenigd Koninkrijk voor chartervluchten naar Canada.

## Incidenten en ongelukken
- Op 24 augustus 2001 moest Air Transat-vlucht 236, op weg van Toronto naar Lissabon met 293 passagiers en 13 bemanningsleden, een noodlanding maken op de Azoren, nadat alle motoren uitvielen boven de Atlantische Oceaan omdat het vliegtuig, een Airbus A330, zonder brandstof raakte. De piloot wist na een zweefvlucht van bijna 20 minuten veilig te landen op de vliegbasis Lajes Air Base op het eiland Terceira. De oorzaak van het brandstofverlies was dat een Air Transat mecanicien een verkeerd onderdeel had gebruikt, dat het scheuren van een brandstofleiding veroorzaakte.[3] Dit incident is onderwerp van een aflevering van de televisieserie Air Crash Investigation.
- Op 6 maart 2005 kreeg Air Transat-vlucht 961 problemen onderweg van Cuba naar Quebec. Het ging om een Airbus A310-308ET met 262 passagiers en 9 bemanningsleden aan boord. De bemanning keerde terug naar Varadero, Cuba, waar men veilig landde. Bij visuele controle bleek dat tijdens de vlucht het richtingsroer was afgebroken.[4]

## Diensten
Air Transat is gespecialiseerd in chartervluchten van verschillende Canadese en Europese steden naar vakantiebestemmingen. In de wintermaanden vliegen ze voornamelijk van Canada naar het warme zuiden; en in de zomermaanden tussen Canada en Europa.
Zo voert Air Transat vluchten uit van Schiphol naar Vancouver, Calgary en Toronto en van Brussels Airport naar Montreal van april tot en met oktober.
Behalve chartervluchten voert de maatschappij ook de volgende lijndiensten uit (toestand in juli 2006).
Een nonstopdienst van Montreal naar Madrid begon in mei 2006. Air Transat voert nu twee wekelijkse vluchten uit. In mei 2007 begint Air Transat diensten van Montreal naar Barcelona, Valencia en Málaga, en ook vluchten van Montreal en Toronto naar Wenen.

## Vloot

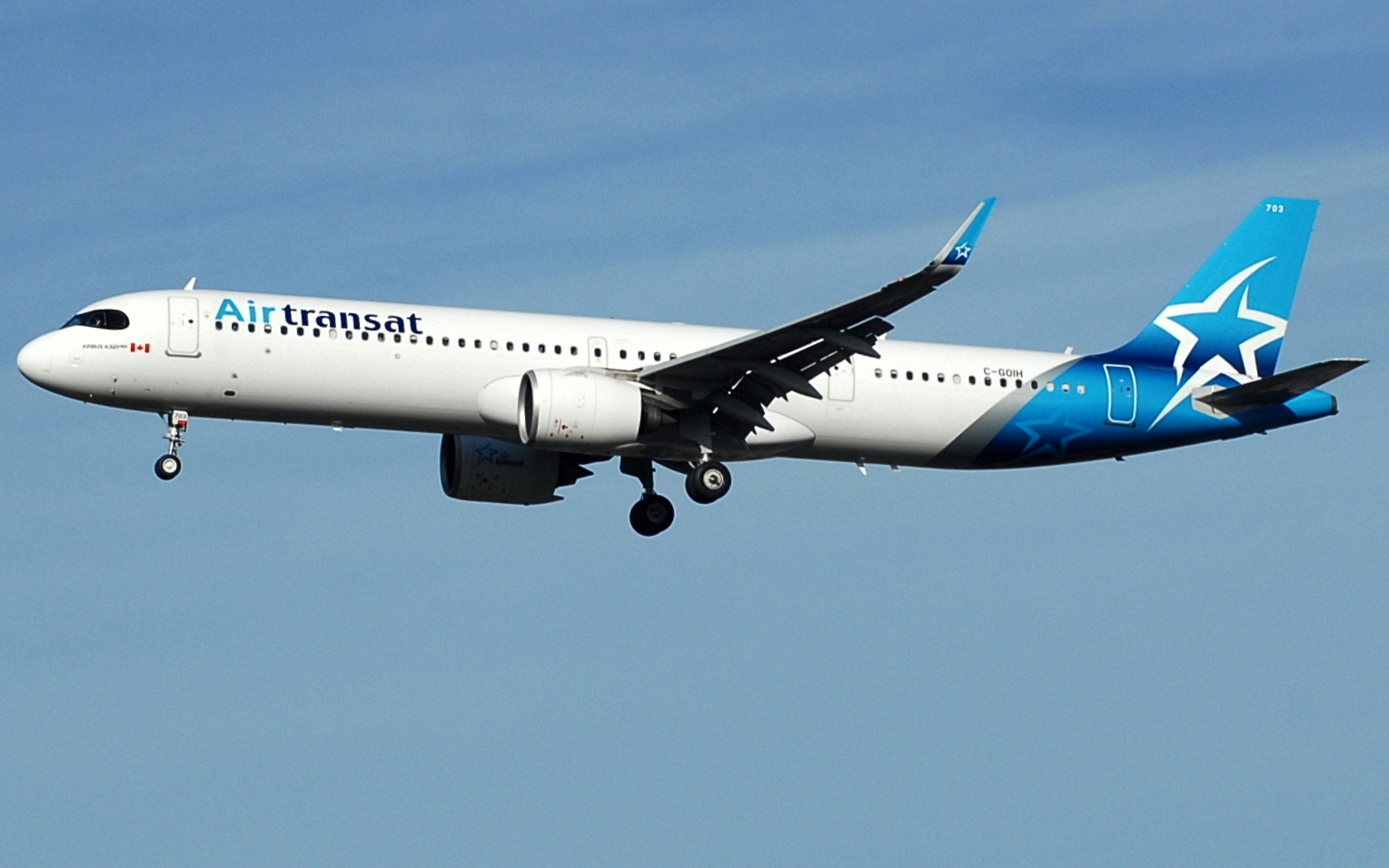
Een Airbus A321LR van Air Transat

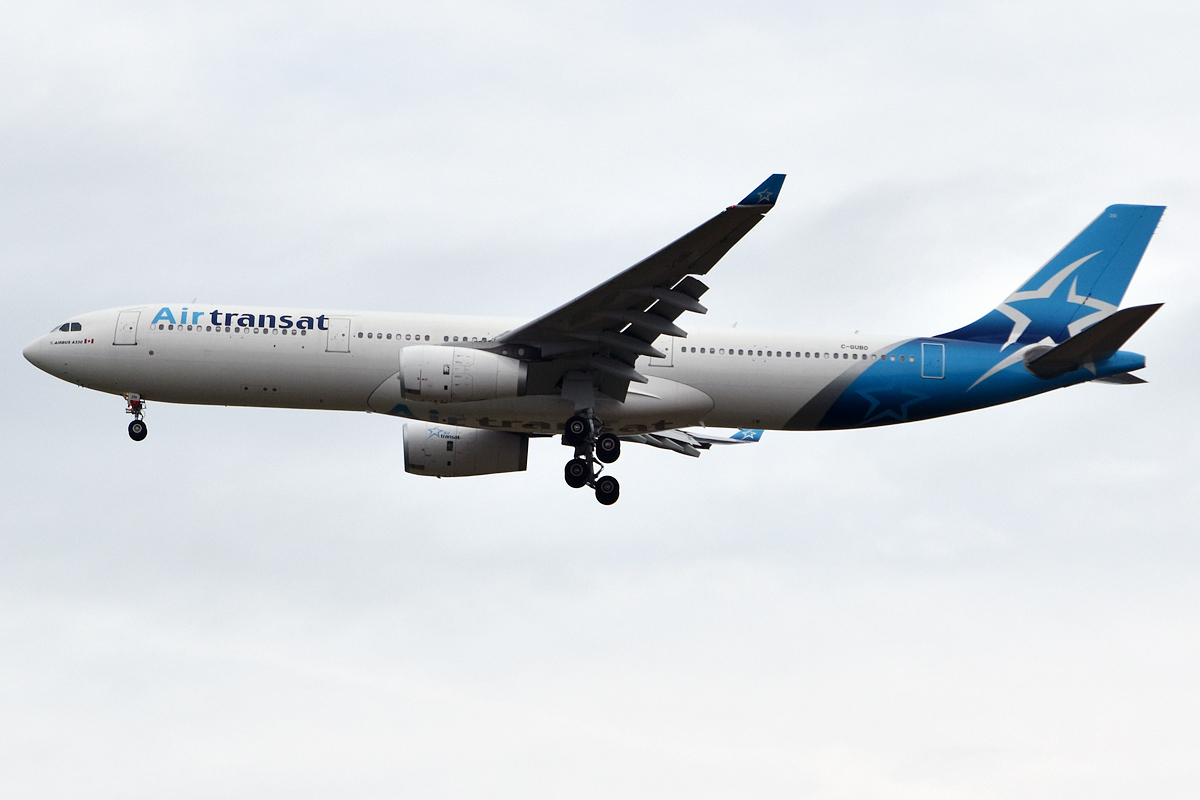
Een Airbus A330-300 van Air Transat

De vloot van Air Transat bestaat uit de volgende toestellen (april 2025):
| Type            | In dienst | Orders | Opmerkingen                                 |
| --------------- | --------- | ------ | ------------------------------------------- |
| Airbus A320-200 | 1         | —      | Geleased van Smartwings                     |
| Airbus A321-200 | 8         | —      |                                             |
| Airbus A321LR   | 19        | —      |                                             |
| Airbus A321XLR  | —         | 3      | Order met één optie, leveringen vanaf 2025. |
| Airbus A330-200 | 14        | —      |                                             |
| Airbus A330-300 | 2         | —      |                                             |
| Totaal          | 44        | 3      |                                             |